# Eriopyga dyari
Eriopyga dyari là một loài bướm đêm trong họ Noctuidae.